# Nico Daws
Nicolas Daws (né le 22 décembre 2000 à Munich en Allemagne) est un joueur professionnel canado-allemand de hockey sur glace. Il évolue en tant que gardien de but pour les Devils du New Jersey dans la Ligue nationale de hockey (LNH).

## Biographie

### Carrière junior
Il est sélectionné au 3e tour, 84e rang au total par les Devils du New Jersey lors du repêchage de 2020. La saison après avoir été repêchée, il part en Allemagne pour jouer avec l'ERC Ingolstadt.

### La Ligue nationale de hockey
Il joue son premier match dans la LNH le 23 octobre 2021 dans une victoire 2-1 contre les Sabres de Buffalo et réalise 24 arrêts. Il devient ainsi le plus jeune gardien but de l'histoire des Devils à faire ses débuts dans la grande ligue. 

### Carrière internationale
Il représente le Canada au niveau international.

## Vie privée
Son père, Steve, a évolué dans la ligue de junior C de l'Ontario de 1985 à 1987.